# WTA 250
WTA 250 is een categorie waaronder bepaalde toernooien van het WTA-tenniscircuit worden georganiseerd. WTA 250-toernooien vormen de basiscategorie op de WTA-kalender. Deze categorie wordt sinds het WTA-seizoen van 2021 gehanteerd, en is de rechtstreekse opvolger van de categorie WTA International, die geldig was in de periode 2009–2020.
Vanaf 2021 omvatten WTA 250-toernooien evenementen met een prijzenpot van ongeveer US$ 235.000.
Aan de winnaars van deze toernooien werden 280 WTA-ranglijstpunten toegekend in de periode 2021–2023. In 2024 werd dit verlaagd naar 250 punten.

## Lijst van huidige WTA 250-toernooien
Hieronder volgt een overzicht van alle toernooien en titelhoudsters in de categorie "WTA 250" van de voorbije twaalf maanden.
| toernooi        | titelhoudster enkelspel | sinds      |         |
| --------------- | ----------------------- | ---------- | ------- |
| WTA Bogota      | Camila Osorio           | 2024-04-07 | details |
| WTA Cleveland   | McCartney Kessler       | 2024-08-24 | details |
| WTA Monastir    | Sonay Kartal            | 2024-09-15 | details |
| WTA Hua Hin     | Rebecca Šramková        | 2024-09-22 | details |
| WTA Japan       | Suzan Lamens            | 2024-10-20 | details |
| WTA Guangzhou   | Olga Danilović          | 2024-10-27 | details |
| WTA Hongkong    | Diana Sjnajder          | 2024-11-03 | details |
| WTA Jiujiang    | Viktorija Golubic       | 2024-11-03 | details |
| WTA Auckland    | Clara Tauson            | 2025-01-05 | details |
| WTA Hobart      | McCartney Kessler       | 2025-01-11 | details |
| WTA Singapore   | Elise Mertens           | 2025-02-02 | details |
| WTA Cluj-Napoca | Anastasija Potapova     | 2025-02-09 | details |
| WTA Austin      | Jessica Pegula          | 2025-03-02 | details |
| WTA Rouen       | Elina Svitolina         | 2025-04-20 | details |
| WTA Rabat       | Maya Joint              | 2025-05-24 | details |
| WTA Rosmalen    | Elise Mertens           | 2025-06-15 | details |
| WTA Nottingham  | McCartney Kessler       | 2025-06-22 | details |
| WTA Eastbourne  | Maya Joint              | 2025-06-28 | details |
| WTA Hamburg     | Loïs Boisson            | 2025-07-20 | details |
| WTA Iași        | Irina-Camelia Begu      | 2025-07-20 | details |
| WTA Praag       | Marie Bouzková          | 2025-07-26 | details |